# Werderstraße 183 und Gabelsberger Straße 14

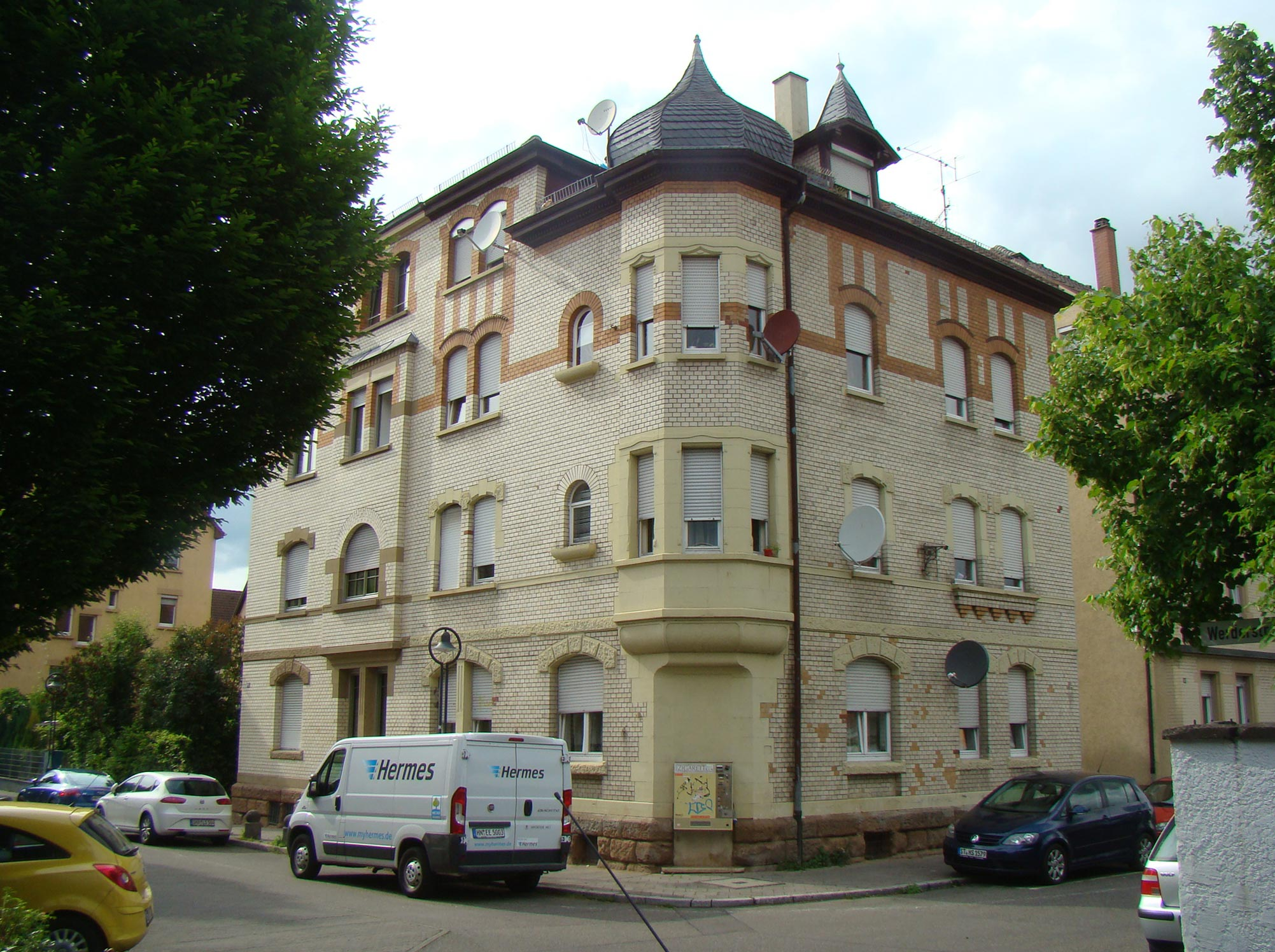
Werderstraße 183 und Gabelsberger Straße 14 in Heilbronn

Das Haus  Werderstraße 183 und Gabelsberger Straße 14 in Heilbronn ist ein denkmalgeschütztes Gebäude, das im Jahre 1906 durch Klenk errichtet wurde, der Bauunternehmer und Mitglied des geschäftsführenden Ausschusses des am 13. April 1908 gegründeten Haus- und Grundbesitzer-Vereins war. Fr. Klenk hatte im Jahre 1898 ebenso das Haus an der Uhlandstraße 70 errichten lassen.

## Lage
Das Gebäude liegt im Bereich Gabelsberger Straße / Werderstraße, dessen Verkehrsberuhigung zusammen mit der gesamten Werderstraße erfolgte. Diese war die einstige Mittelachse des historischen Arbeiterwohngebiets, das Reinhard Baumeister 1873 geplant hatte und in den Jahren 1977–1981 im Rahmen der „behutsamen Erneuerung einzelner Stadtquartiere“ verkehrsberuhigt wurde.

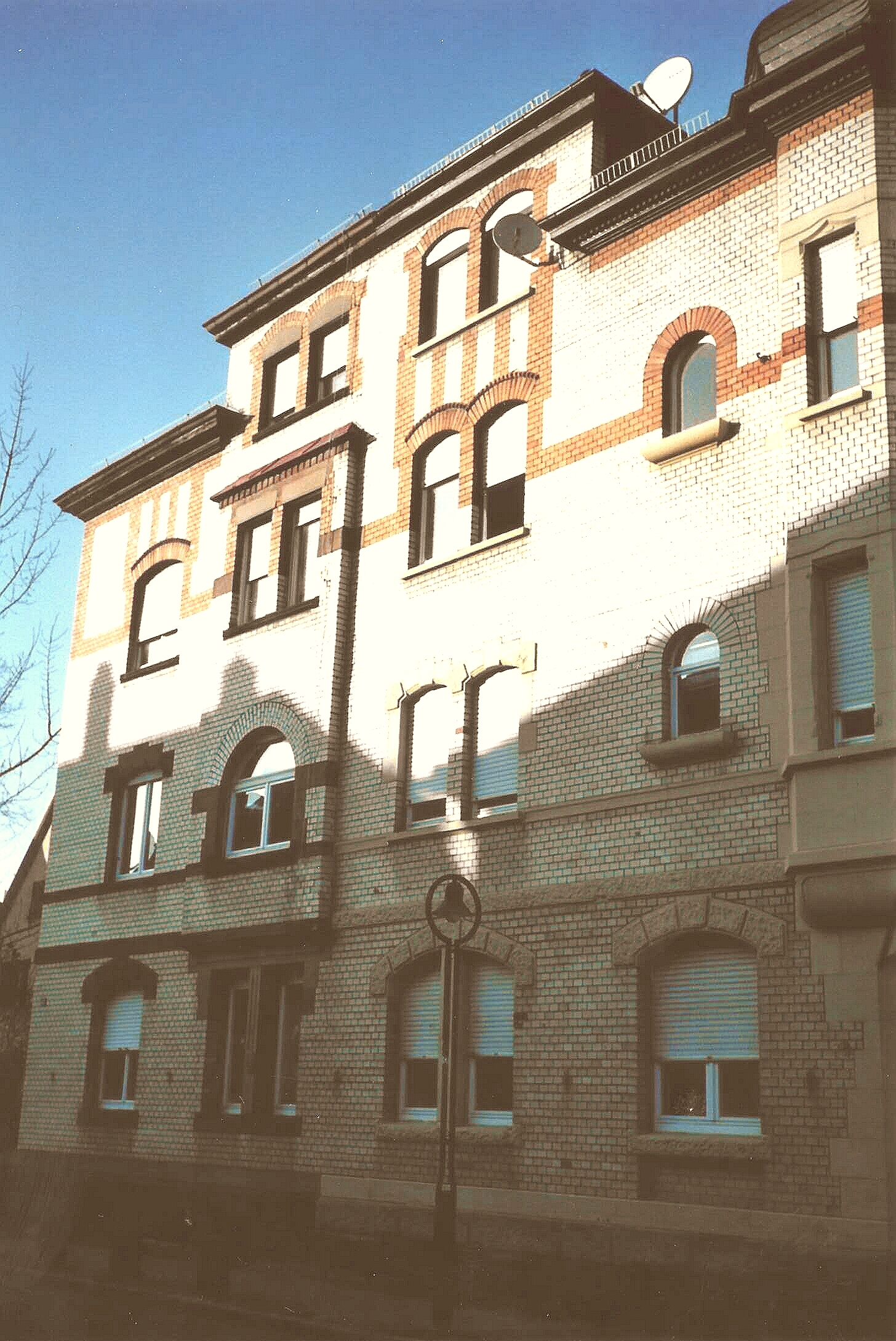
Fassade zur Werderstraße
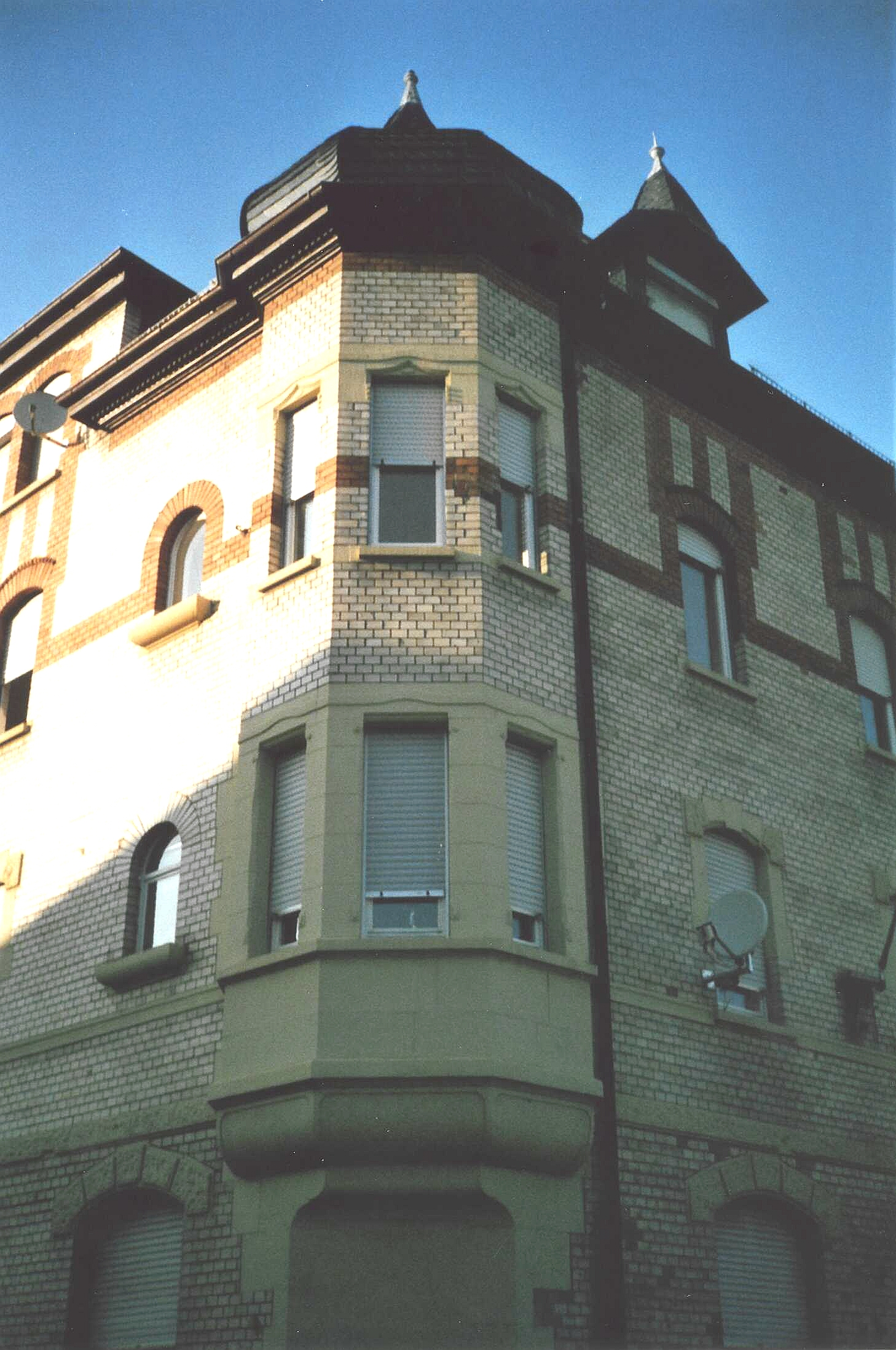
Turmerker
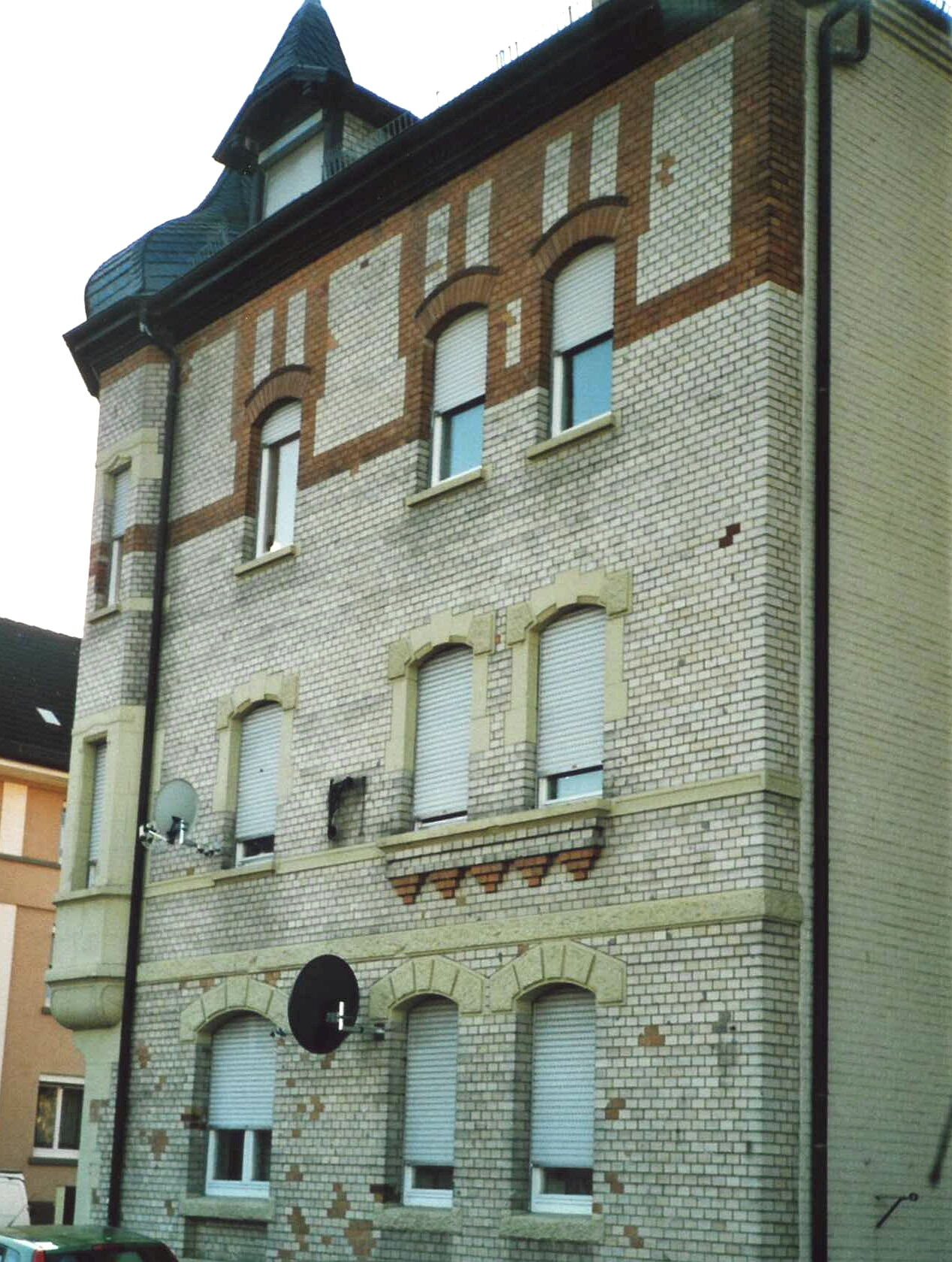
Fassade zur Gabelsberger Straße

## Geschichte
Das Eckhaus wurde durch den Bauunternehmer Klenk im Jahre 1906 errichtet, der neben Hubmann, Nahm, Frieß, Mogler und Rapp zum geschäftsführenden Ausschuss des Haus- und Grundbesitzer-Vereins gehörte. Während die Hauptnutzung des Gebäudes in der Vermietung von Zwei- bis Dreizimmerwohnungen ohne Bad bestand, diente das Erdgeschoss als Gaststätte mit dem ehemaligen Eingang unter dem polygonalen Turmerker.
1950 gehörte die Haushälfte Nr. 183 Anna Bräuchle aus Nattheim. Es werden sechs Mietparteien genannt. Die Haushälfte Gabelsberger Straße 14 gehörte Otto Ludwig aus Ludwigsburg-Hoheneck und hatte 1950 sieben Mietparteien. 1961 gab es bei unveränderten Besitzverhältnissen in Nr. 183 und Nr. 14 jeweils noch vier vermietete Wohnungen.

## Beschreibung
Das Wohnhaus ist ein dreistöckiger, weißer Ziegelbau mit farbig kontrastierendem Sichtmauerwerk in orange in der obersten Etage. Das Gebäude ist in Sichtmauerwerk ohne jeglichen Putz errichtet, wobei bei der Dekoration der Fassade auf eine „bewusste Reduktion und Konzentration“ der „ornamentalen Bauplastik in Sandstein“ Wert gelegt wurde. So wurde die Bauplastik reduziert und auf die Laibung und den Sturz der Fenster im Erdgeschoss und im ersten Obergeschoss konzentriert. Die Fenster des zweiten Obergeschosses und des mittigen Zwerchhauses zeigen Laibung und Sturz in farbig kontrastierendem, „vertikalbetontem“ und „asymmetrischem“ Sichtmauerwerk.

## Kunstgeschichtliche Bedeutung
Das Denkmal steht beispielhaft als „Dokument der siedlungsähnlichen Wohnbautätigkeit für Arbeiterhaushalte am Südbahnhof“. Die Architektur dieser Arbeiterwohnhäuser sei durch eine „bewusste Reduktion und Konzentration der Bauplastik“ gekennzeichnet. Weiterhin sei laut Denkmaltopographie die „moderne Gliederung der Fassaden im Sinne der Stilbewegung der Zeit“ bemerkenswert. Das Gebäude wurde deswegen als Kulturdenkmal unter Denkmalschutz gestellt.